# Mathias Wichmann
Mathias Wichmann Andersen (Gug, 6 augustus 1991) is een Deens voetballer (middenvelder) die sinds 2009 voor de Deense eersteklasser Aalborg BK uitkomt.
Wichmann is meervoudig Deens jeugdinternational.

## Erelijst
Aalborg BK
- Deens landskampioen

2014